# Thünefeld (Adelsgeschlecht)

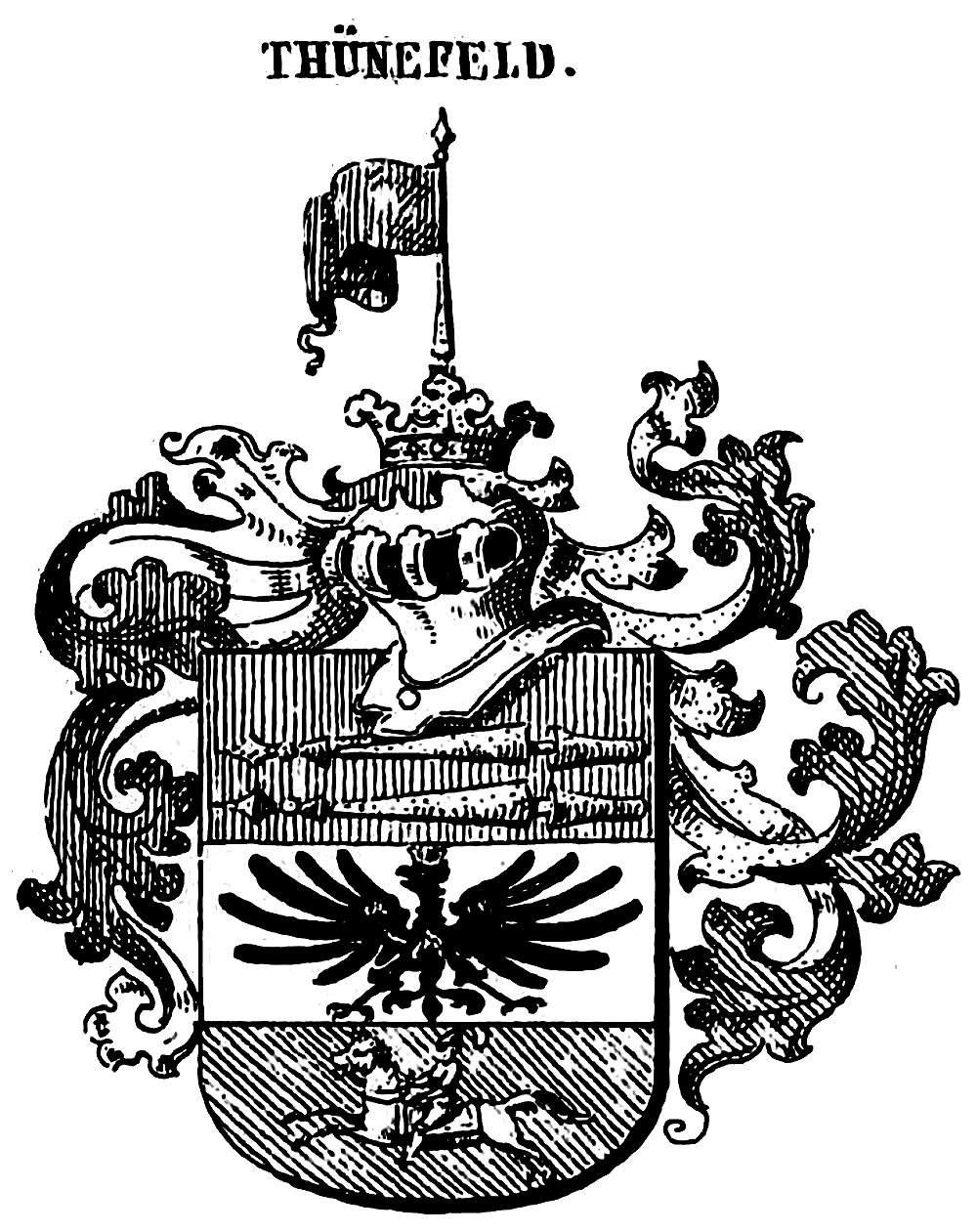
Wappen derer von Thünefeld

Thünefeld (auch Thüngfeld, Thünfeld) war ein altes, stifts- u. ritterbürtiges Adelsgeschlecht, ursprünglich aus Franken kommend, das u. a. in Schmiechen ansässig war. Es gehörte zum reichsritterschaftlichen Canton Steigerwald, wo sein 1414 verkauftes Stammhaus Thünefeld unweit Schlüsselfeld gelegen ist.

## Geschichte
Der Name des Geschlechts wird bereits in der zweiten Hälfte des 10. Jahrhunderts erwähnt, die ordentliche Stammreihe aber, beglaubigt durch Acten des Cantons am Steigerwald, so wie durch Taufbücher und Matrikel der Stadt und Pfarrei Schlüsselfeld, wo die v. Thüngfeld seit undenklicher Zeit das Erbbegräbnis hatten, beginnt erst um 1197 mit dem Ritter Dietrich und seinem Sohne Albrecht v. Th. 1570 wurde das Geschlecht in den Reichsfreiherrenstand erhoben und 1746 im Königreich Bayern in den Freiherrenstand immatrikuliert. Im achten Glied beginnt mit Kunz von Thüngfeld und einem Nachkommen des Eberhard von Thüngfeld die Namensgebung Thünefeld.
1812 übernahm der kgl. bayerische Geheime Rat Klemens Wenzeslaus Freiherr von Thünefeld das väterliche Familienfideikommissgut Schmiechen.
Außerdem war Rudolf von Thünefeld Besitzer von Schloss Burgellern.
1937 starb mit Leopoldine Freiin von Thünefeld, St. Elisabethordendame, die freiherrliche Familie aus. Mehrere Mitglieder des Adelsgeschlechts sind auf dem Friedhof der Wallfahrtskirche Maria Kappel (Schmiechen) beigesetzt.

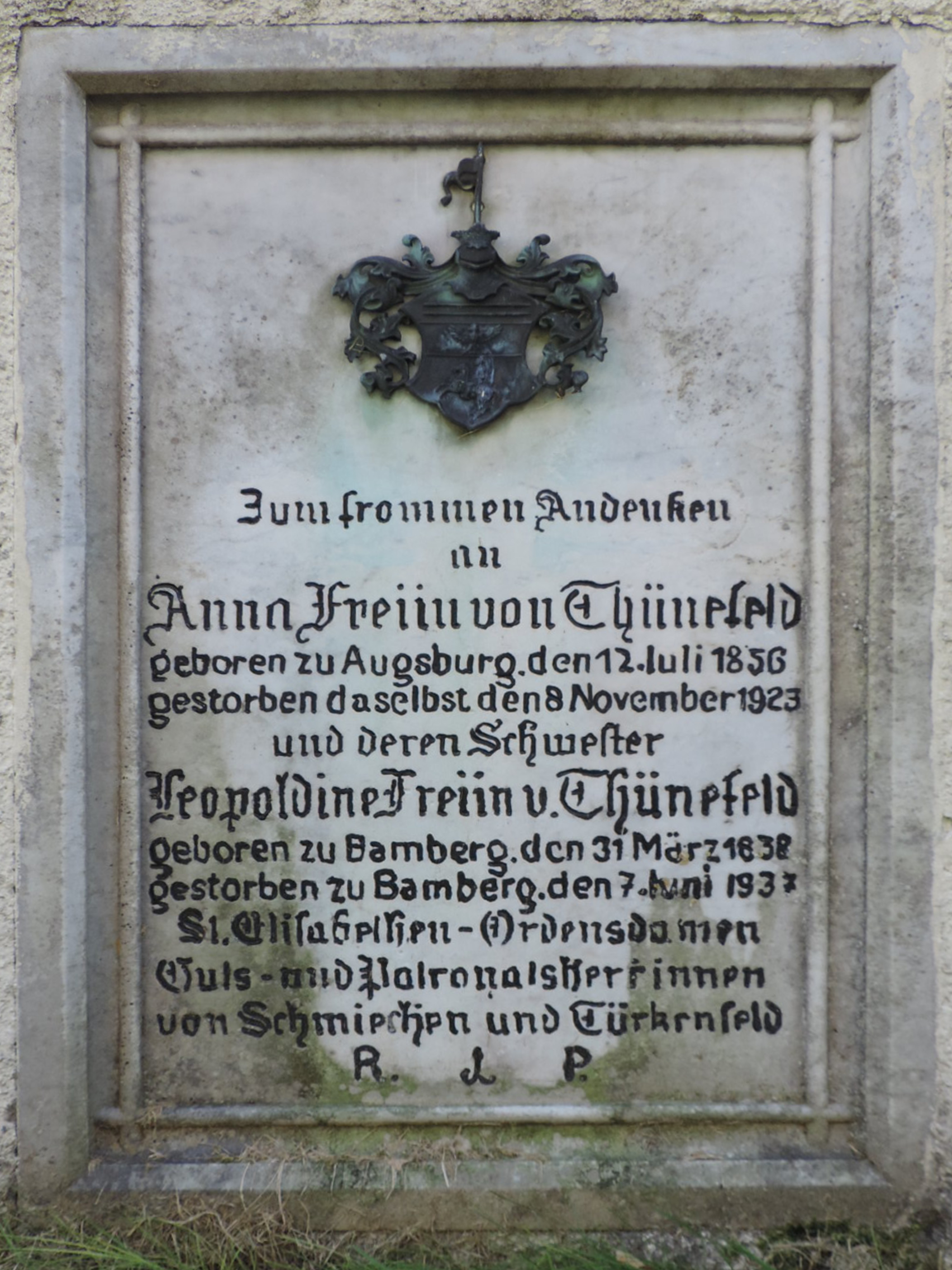
Grablege von Leopoldine Freiin von Thünefeld auf dem Friedhof der Wallfahrtskirche Maria Kappel Schmiechen
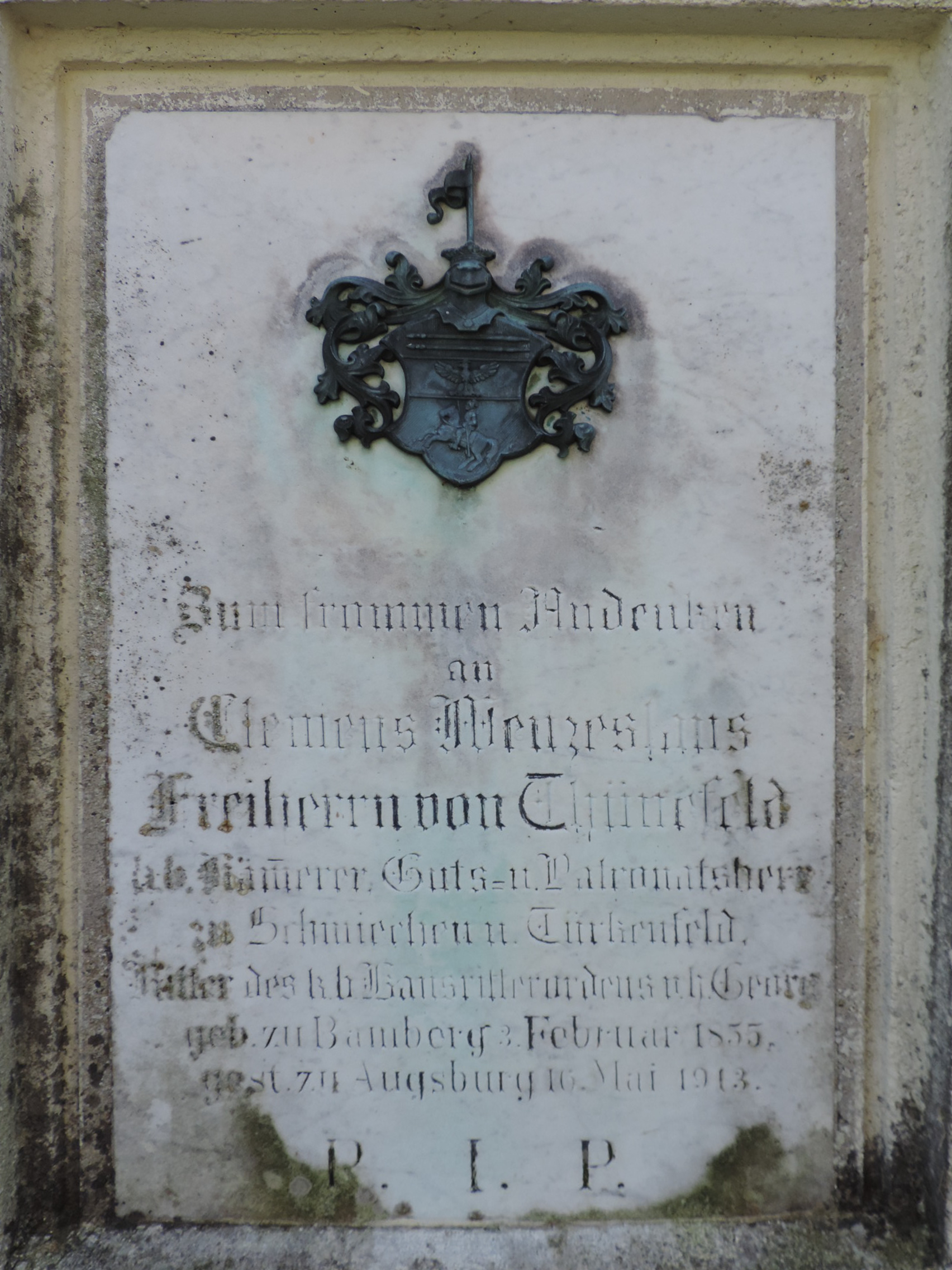
Grablege von Klemens Wenzeslaus Freiherr von Thünefeld auf dem Friedhof der Wallfahrtskirche Maria Kappel Schmiechen
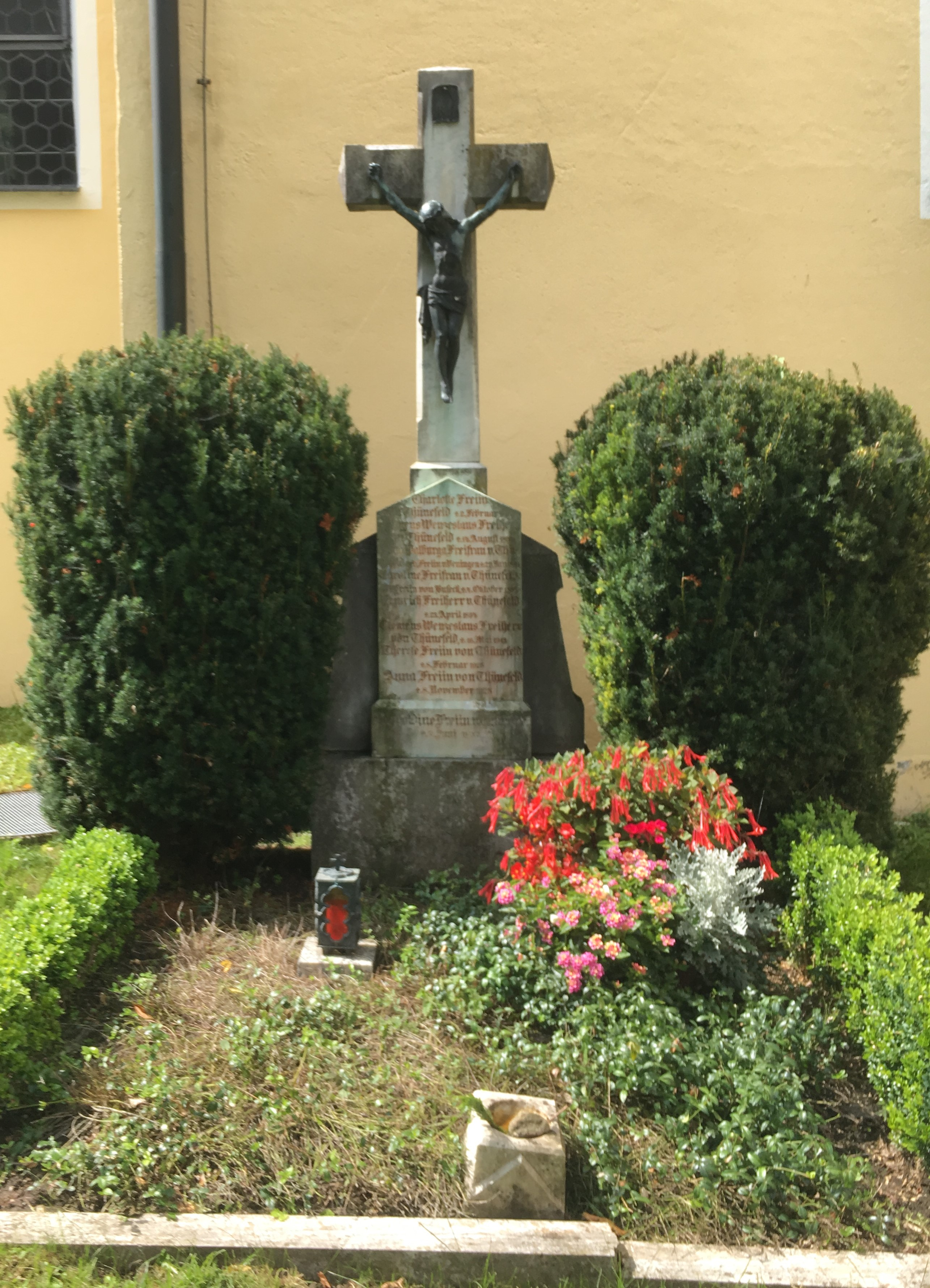
Grabstelle mehrerer Familienmitglieder auf dem Friedhof der Wallfahrtskirche Maria Kappel Schmiechen

## Wappen
Blasonierung: Schild zweimal quergeteilt, oben in Rot zwei rechtshin liegende Turnierlanzen mit goldenen Quästchen, in der Mitte in Silber ein gekrönter golden-bewehrter schwarzer Adler, auf der Brust eine goldene Bremse tragend und drei, unten, in Grün ein geharnischter Ritter mit offenen Visier und rotem Helmbusche, welcher in der Rechten streitfertig ein Schwert emporhält und auf einem weißen, rotgesattelten und schwarzgezäumten Pferde, gegen die Rechte hin galoppiert. Auf dem Helm eine aufrechtstehende, goldene Lanze mit rotem Banner. Die Helmdecken sind rot-silbern und grün-golden.